# Коротков Борис Федорович
Борис Федорович Коротков (березень 1927, село Жадовка, тепер Баришського району Ульяновської області, Російська Федерація — 1995, Російська Федерація) — радянський державний діяч, 1-й секретар Пермського обласного комітету КПРС. Член ЦК КПРС у 1971—1976 роках. Депутат Верховної Ради Російської РФСР 6-го скликання. Депутат Верховної Ради СРСР 8-го скликання.

## Життєпис
Народився в родині робітника.
У 1944—1950 роках — студент Куйбишевського авіаційного інституту, інженер-механік.
У 1950—1952 роках — змінний майстер, технолог, старший майстер, заступник начальника цеху заводу імені Сталіна в місті Молотові (Пермі).
Член ВКП(б) з 1952 року.
У 1952—1953 роках — секретар комітету ВЛКСМ заводу імені Сталіна (імені Свердлова) в місті Молотові.
У вересні 1953 — жовтні 1954 року — 1-й секретар Молотовського міського комітету ВЛКСМ.
У жовтні 1954 — грудні 1958 року — 1-й секретар Молотовського (Пермського) обласного комітету ВЛКСМ.
У грудні 1958 — листопаді 1959 року — 1-й секретар Дзержинського районного комітету КПРС міста Пермі.
У листопаді 1959 — січні 1963 року — 1-й секретар Березниковського міського комітету КПРС Пермської області.
8 січня 1963 — 22 грудня 1964 року — 2-й секретар Пермського промислового обласного комітету КПРС.
22 грудня 1964 — 27 липня 1968 року — секретар Пермського обласного комітету КПРС.
27 липня 1968 — 23 листопада 1972 року — 1-й секретар Пермського обласного комітету КПРС. Був звільнений із посади через хворобу.
Помер 1995 року.

## Нагороди
- орден Леніна (1971)
- орден Трудового Червоного Прапора (1965)
- орден «Знак Пошани» (1957)
- медалі